# Legnonotus
Legnonotus es un género extinto de peces actinopterigios prehistóricos. Fue descrito por Egerton en 1854.
Vivió en Austria, Italia y Reino Unido.